# Kurt Gödel

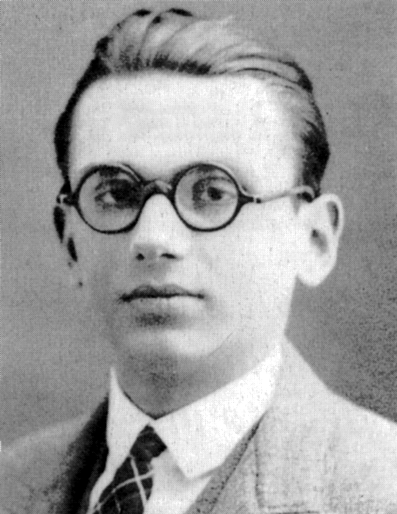
Kurt Gödel (1925)

Kurt Friedrich Gödel (* 28. April 1906 in Brünn, Österreich-Ungarn, heute Tschechien; † 14. Januar 1978 in Princeton, New Jersey, Vereinigte Staaten) war ein österreichischer und später US-amerikanischer Mathematiker, Philosoph und einer der bedeutendsten Logiker des 20. Jahrhunderts. Er leistete maßgebliche Beiträge zur Prädikatenlogik (Vollständigkeit und Entscheidungsproblem in der Arithmetik und der axiomatischen Mengenlehre), zu den Beziehungen der intuitionistischen Logik sowohl zur klassischen Logik als auch zur Modallogik sowie zur Relativitätstheorie in der Physik.
Auch seine philosophischen Erörterungen zu den Grundlagen der Mathematik fanden weite Beachtung.

## Leben

### Herkunft und Schulzeit

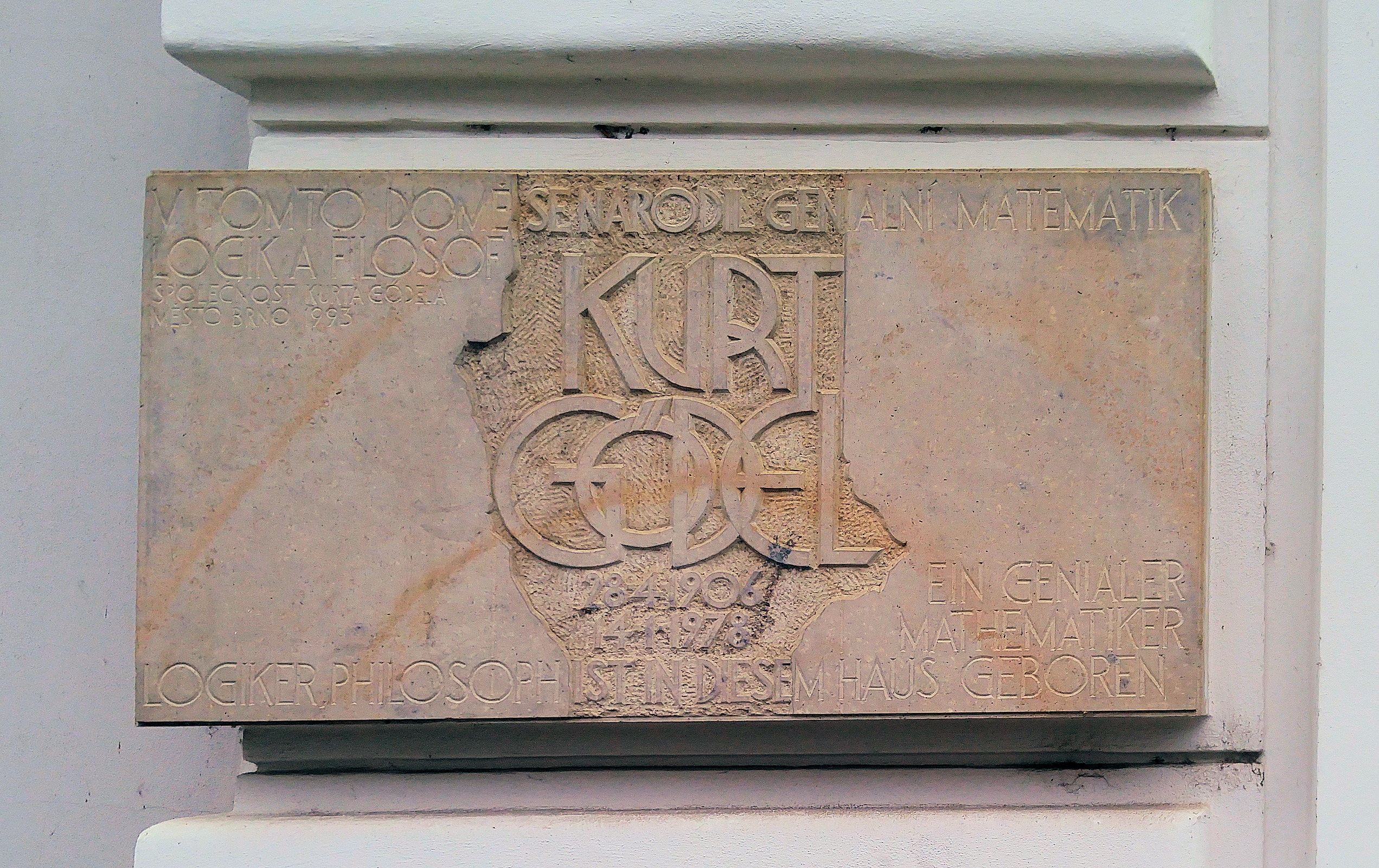
Gedenktafel an Gödels Geburtshaus in Brünn, Pekařská 397/5

Kurt Gödel stammte aus einer wohlhabenden, großbürgerlichen Familie in Brünn in Mähren. Als er geboren wurde, hatte die Stadt eine deutschsprachige Bevölkerungsmehrheit und lag bis 1918 in der österreichisch-ungarischen Monarchie. Seine Eltern waren Marianne (geb. Handschuh) und Rudolf August Gödel aus Brünn. Der Vater war ein zu Wohlstand gelangter Textilunternehmer. Die Mutter war evangelisch, der Vater katholisch; die Kinder der Familie wurden evangelisch erzogen.
Verursacht durch rheumatisches Fieber litt Gödel in seiner Kindheit oft unter einem schlechten Gesundheitszustand. Trotzdem zeigte er schulische Bestleistungen. 1912 trat er in eine Privat-Volks- und Bürgerschule ein, vier Jahre später in das deutschsprachige k.k. Staatsrealgymnasium.
Nach dem Ersten Weltkrieg wurde die Stadt Brünn 1918/1919 Teil der neu gegründeten Tschechoslowakischen Republik. Gödel, der nur schlecht Tschechisch sprach, fühlte sich laut John W. Dawson in dem neu gegründeten Staat wie ein „österreichischer Verbannter in Tschechoslowakien“. 1923 nahm er die österreichische Staatsbürgerschaft an.

### Studium in Wien
Im Herbst 1924, nach Ablegung der Reifeprüfung am Gymnasium, zog Gödel nach Wien und schrieb sich an der Universität Wien ein, zunächst im Studiengang für Theoretische Physik. Dementsprechend beschäftigte er sich im darauffolgenden Jahr hauptsächlich mit physikalischen Themen. Außerdem besuchte er die philosophische Vorlesung von Heinrich Gomperz sowie die über Zahlentheorie von Philipp Furtwängler. Diese beiden Professoren gaben Gödel die entscheidenden Impulse, sich intensiv mit den Grundlagen der Mathematik auseinanderzusetzen, nämlich der formalen Logik sowie der Mengenlehre. Gödel lebte von 1924 bis 1927 in der Florianigasse 42.
Kurz nach Beginn seines Studiums begann er den Wiener Kreis zu besuchen, einen akademischen Zirkel, der von Moritz Schlick ins Leben gerufen worden war und sich mit den methodischen Grundlagen des Denkens und somit den Grundlagen jedweder Philosophie auseinandersetzte. Die Gespräche mit den anderen Mitgliedern der Gruppe, von denen insbesondere Hans Hahn, Karl Menger sowie Olga Taussky für Gödel von besonderer Bedeutung waren, führten ebenfalls zur Erweiterung seines mathematischen Wissens. Aus den Tagebüchern von Rudolf Carnap geht hervor, dass er sich aktiv an den Treffen der Mitglieder des Wiener Kreises in privaten Wohnungen und Kaffeehäusern beteiligte. Fasziniert von den Gesprächen im Wiener Kreis, besuchte Gödel das Mathematische Kolloquium von Karl Menger und wurde hier mit den Grundlagenproblemen der Mathematik und Logik seiner Zeit vertraut. Besonders lernte er Hilberts Programm kennen, das die Widerspruchsfreiheit der Mathematik erweisen sollte. Für seine Dissertation mit dem Titel Über die Vollständigkeit des Logikkalküls (1929) wurde ihm am 6. Februar 1930 die Doktorwürde verliehen, sein Doktorvater war Hans Hahn.

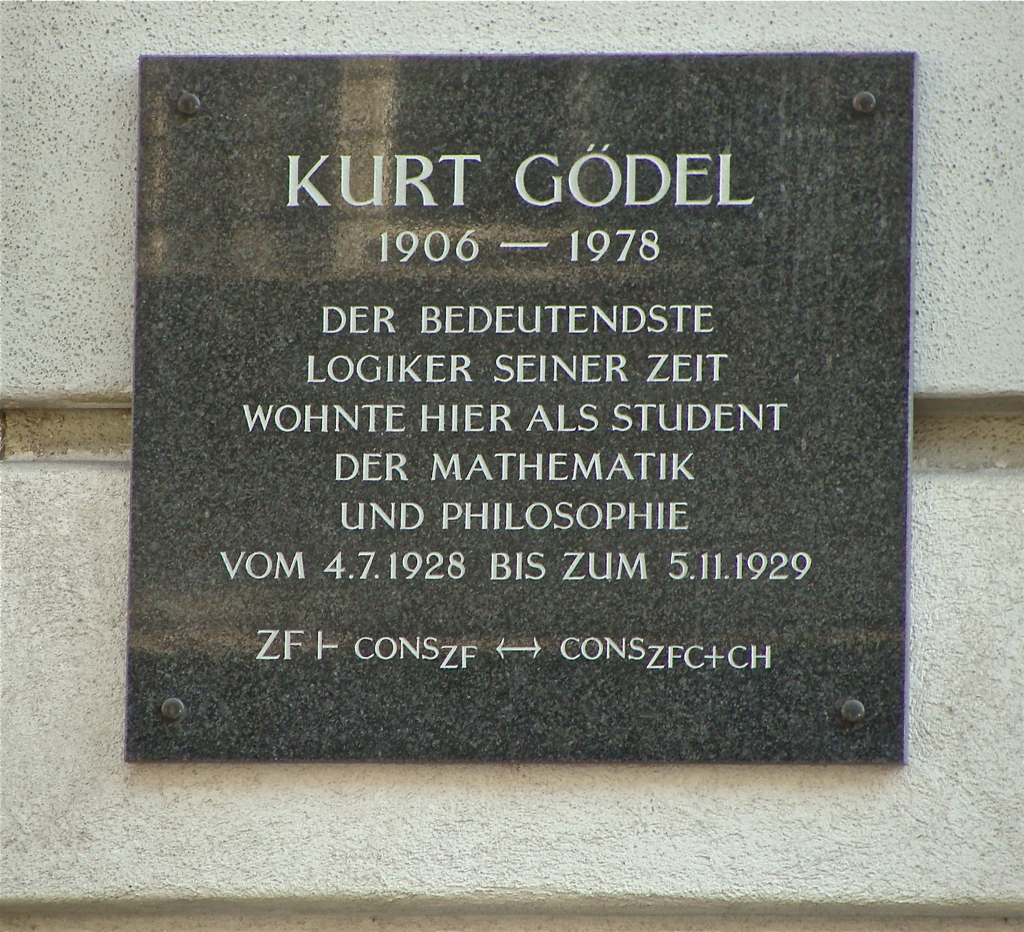
Gedenktafel in Wien 8., Lange Gasse 72, wo Gödel vom 4. Juli 1928 bis 5. November 1929 als Student wohnte

Auch für sein Privatleben waren die Treffen des Zirkels von Bedeutung, da er hier 1927 zum ersten Mal seine spätere Frau Adele Nimbursky traf. 1928 zog Gödel mit seinem Bruder in eine neue Wohnung im 8. Bezirk, Lange Gasse 72, wo heute eine Gedenktafel angebracht ist. Zufälligerweise befand sie sich direkt gegenüber der Wohnung von Adele Nimbursky, die beiden lernten sich kennen und gingen eine Beziehung ein. Adele, 1899 als Adele Porkert geboren, stammte aus kleinbürgerlichen Verhältnissen, sie arbeitete als Kabaretttänzerin und war wenig gebildet. Sie war fast sieben Jahre älter als Gödel und bis 1933 mit dem Fotografen Vinzenz Nimbursky verheiratet, bevor sie sich von diesem scheiden ließ. Außerdem bestand ein Konfessionsunterschied – sie war katholisch und Gödel evangelisch. Seine Eltern betrachteten die Beziehung als Mesalliance, was das Paar veranlasste, sie zunächst geheim zu halten. 1930 zog er in die Josefstädter Straße 43–45. Adele Nimbursky und Gödel heirateten 1938.

### Erste Amerikareisen
Gödels bahnbrechende Arbeiten zur Vollständigkeit und zur Beweisbarkeitslogik verschafften ihm Anerkennung als einer der führenden Logiker seiner Zeit. So wurde er von seinem amerikanischen Kollegen Oswald Veblen nach Princeton in das neu gegründete Institute for Advanced Study eingeladen. 1933/1934 reiste er zum ersten Mal nach Amerika. Gemeinsam mit James Alexander, John von Neumann und Oswald Veblen wurde er Gründungsmitglied der Fakultät und hielt eine Reihe von Vorlesungen. Als Gödel im Frühjahr 1934 in das nunmehr vom Austrofaschismus diktatorisch regierte Wien zurückkehrte, hatte er bereits die Einladung für die weitere Dozententätigkeit erhalten. Für die politische Situation in Europa interessierte sich Gödel nicht. Im Juli 1934 traf ihn die Nachricht vom Tod seines Mentors Hans Hahn. 1935 reiste er wieder nach Princeton.

### Gesundheitliche Schwierigkeiten
Die Reisen und die Arbeit erschöpften Gödel. Nun machte sich die psychische Erkrankung, die er wahrscheinlich seit seinen Kindheitstagen latent in sich trug, als Depression bemerkbar. Im Herbst 1934 musste er sich für eine Woche in ein Sanatorium begeben. 1935 verbrachte er mehrere Monate in einer psychiatrischen Klinik. Als der von Gödel sehr geachtete Philosoph Moritz Schlick, einer der führenden Köpfe des Wiener Kreises, im Juni 1936 von seinem ehemaligen Studenten Hans Nelböck in der Wiener Universität ermordet wurde, erlitt Gödel einen Nervenzusammenbruch. Er entwickelte hypochondrische Zwangsvorstellungen, insbesondere eine krankhafte Angst davor, vergiftet zu werden, so dass Adele alle seine Speisen vor seinen Augen zubereiten und kosten musste.
Da Gödel sich unzureichend ernährte, litt zunehmend auch seine körperliche Gesundheit. Sein Zustand verschlechterte sich mit den Jahren immer mehr. Seit seiner Erkrankung an rheumatischem Fieber als Kind war er überzeugt, ein schwaches Herz zu haben, und entwickelte Misstrauen gegen die Ärzteschaft, die bei ihm nichts dergleichen finden konnte. Er mied Ärzte und wäre deshalb in den 1940er Jahren beinahe an einem unbehandelten Zwölffingerdarmgeschwür gestorben.

### Emigration

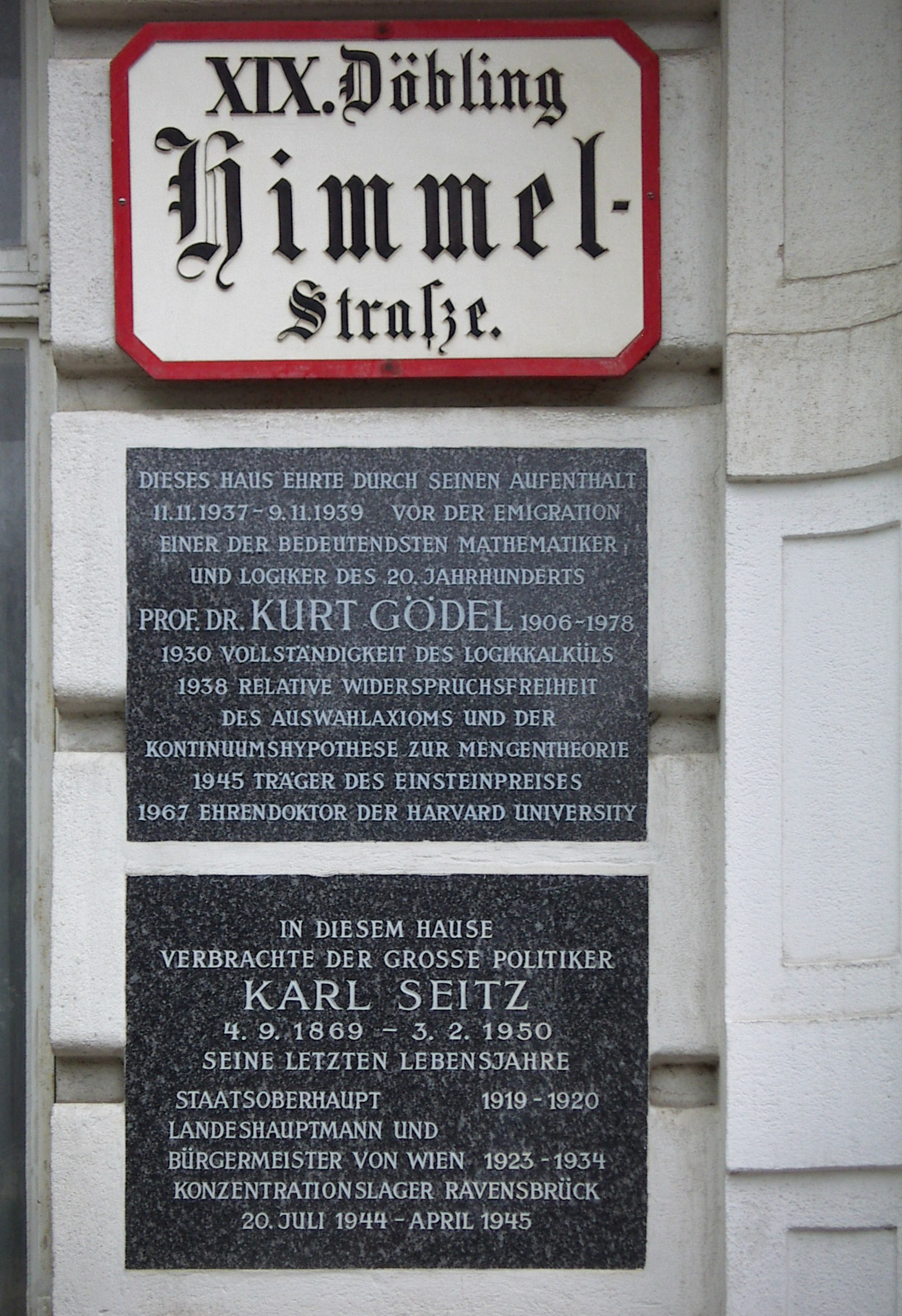
Wien 19., Himmelstraße 43, in Grinzing, Wohnung Gödels 11. November 1937 bis 9. November 1939

Im März 1938 erfolgte der sogenannte Anschluss Österreichs an das Deutsche Reich. Gödel verlor aufgrund der Umstellung des Bildungssystems seine österreichische Dozentur. Er versuchte, eine adäquate akademische Stelle im NS-Bildungssystem zu erhalten. Die entsprechenden Anträge wurden jedoch sehr schleppend bearbeitet, da Gödel als Vertreter einer „stark verjudeten Mathematik“ galt. Die väterliche Erbschaft, die Gödel für seinen und Adeles Unterhalt verbrauchte, lief allmählich aus, so dass die beiden kein gesichertes Einkommen mehr hatten.
Am 20. September 1938 heirateten Kurt Gödel und Adele geb. Porkert. Nach der Heirat reiste Gödel ein drittes Mal in die Vereinigten Staaten. Im Herbst 1938 war er wieder am Institute for Advanced Study in Princeton tätig, im Frühjahr 1939 an der University of Notre Dame in Indiana.
Als Gödel ins nationalsozialistisch regierte Wien zurückkam, wurde er von Menschen, die ihn (fälschlich) für einen Juden hielten, angepöbelt. Amtlich wurde er als kriegsverwendungsfähig eingestuft, weshalb er sich endgültig entschloss, seine bisherige Heimat zu verlassen und in die USA auszuwandern. Dank seiner dortigen Unterstützer (wie Abraham Flexner und John von Neumann) und der Hilfe seiner Frau konnten die beiden im Jänner 1940 das Dritte Reich mit der Transsibirischen Eisenbahn über die Sowjetunion und Japan verlassen. Die Vereinigten Staaten waren damals am Zweiten Weltkrieg noch nicht aktiv beteiligt. Die Sowjetunion war zu diesem Zeitpunkt durch den Hitler-Stalin-Pakt mit NS-Deutschland vertraglich gebunden.

### Leben in Princeton
Nach seiner Einreise in die USA führte Gödel seine Arbeit am Institute for Advanced Study weiter. Paul Arthur Schilpp (1897–1993) lud ihn ein, einen Beitrag zu seinem Band über Bertrand Russell zu schreiben. Gödel beschäftigte sich nun mehr mit Philosophie, besonders mit Gottfried Wilhelm Leibniz, später auch mit Edmund Husserl. So begann er, sich in Princeton immer mehr mit philosophischen Problemen auseinanderzusetzen und sich von der formalen Logik abzuwenden.
1942 lernte Gödel Albert Einstein näher kennen und begann mit ihm über physikalische Probleme wie die Relativitätstheorie und über philosophische Themen zu diskutieren. Zwischen Einstein und Gödel entwickelte sich eine enge Freundschaft, die bis zu Einsteins Tod 1955 anhielt. Gemeinsam pflegten sie zum Institut und nach Hause zu spazieren. Einstein sagte einmal, dass er bloß noch ins Institut komme, „um das Privileg zu haben, mit Gödel zu Fuß nach Hause gehen zu dürfen“. Neben wenigen weiteren Bekanntschaften vereinsamte Gödel aber in den 1940er und 1950er Jahren aufgrund seiner fortschreitenden psychischen Krankheit. Er litt unter Paranoia und befürchtete weiterhin, durch Essen vergiftet zu werden. Nach wie vor musste Adele ihm alles vorkosten.
Im Jahr 1947 erhielt Gödel die Staatsbürgerschaft der USA. Für das Einbürgerungsverfahren war eine richterliche Anhörung erforderlich, in der er Kenntnisse des Landes und der Verfassung zeigen musste. Bei seinen Vorbereitungen dazu entdeckte Gödel, dass die Verfassung des Landes insoweit unvollständig war, als es trotz ihrer die Demokratie schützenden Einzelbestimmungen möglich gewesen wäre, im Rahmen dieser Verfassung eine Diktatur zu errichten. Zwei Freunde, Albert Einstein und der Wirtschaftswissenschaftler Oskar Morgenstern, begleiteten ihn bei dem Verfahren. Dank ihrer Hilfe und eines aufgeklärt denkenden Richters konnte vermieden werden, dass Gödel sich bei der Anhörung selbst in Schwierigkeiten brachte. Gödel war es mit seiner Einschätzung aber sehr ernst, wie die Erinnerungen von Oskar Morgenstern zeigen, der allerdings nicht auf Details eingeht. Welche Punkte der amerikanischen Verfassung Gödel bei seiner Einschätzung eines formal legalen Übergangs zur Diktatur im Sinn hatte, ist nicht bekannt, es wurde aber versucht, die Argumente zu rekonstruieren. So wurde eine Änderung des Artikels 5 der Verfassung der Vereinigten Staaten in zwei Stufen vorgeschlagen, gefolgt von einer gesetzgeberischen Einführung einer über die Gewaltenteilung hinweggehenden Diktatur in einem neuen Verfassungszusatz.
1951 wurde ihm der Albert Einstein Award verliehen. Erst 1953 erhielt er eine Professur in Princeton, obwohl er vor allem von Hermann Weyl und Carl Ludwig Siegel wegen seines merkwürdigen Verhaltens als ungeeignet angesehen wurde. 1955 wurde er in die National Academy of Sciences, 1957 in die American Academy of Arts and Sciences und 1961 in die American Philosophical Society gewählt. 1967 wurde er Ehrenmitglied der London Mathematical Society und 1972 korrespondierendes Mitglied der British Academy. In den 1960er Jahren hörte er auf, Vorlesungen zu halten. Seine Krankheit ließ ihm immer weniger die Möglichkeit zu arbeiten und am gesellschaftlichen Leben teilzunehmen. Gleichwohl galt er weiterhin als einer der führenden Logiker, und man gewährte ihm entsprechende akademische Anerkennung in Form von Auszeichnungen.
Gödels Zustand besserte sich nicht. 1970 versuchte er zum letzten Mal zu publizieren. Die Schrift musste jedoch zurückgenommen werden, da er aufgrund der Wirkung von Psychopharmaka viele Fehler übersehen hatte.

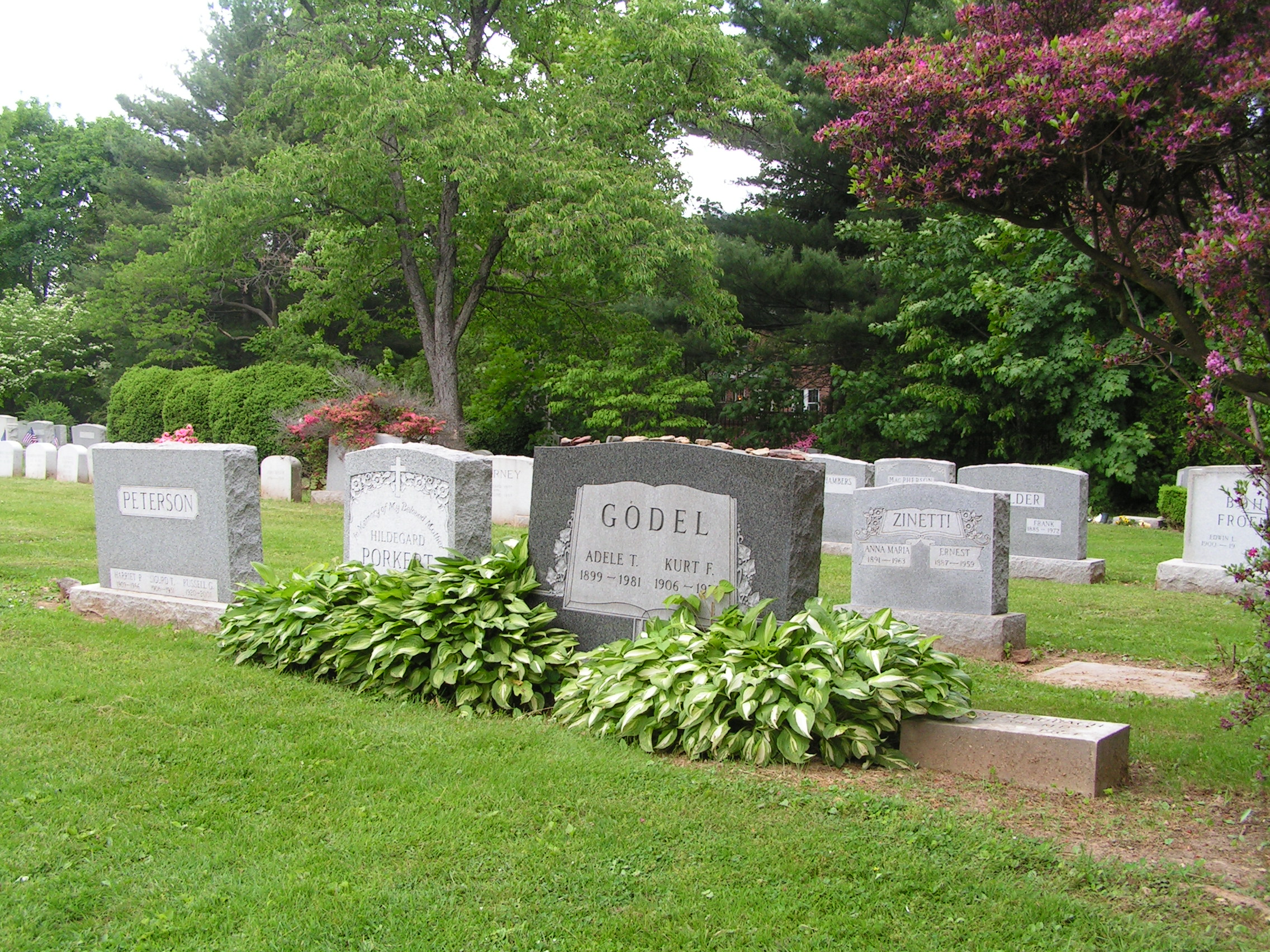
Grab von Adele und Kurt Gödel in Princeton

### Letzte Jahre
Seine letzten Lebensjahre verbrachte Gödel zuhause in Princeton oder in verschiedenen Sanatorien, aus denen er einige Male flüchtete. Lediglich die Fürsorge seiner Frau, die dafür sorgte, dass er sich wenigstens halbwegs normal ernährte, hielt ihn am Leben. Als Adele Gödel 1977 aufgrund eines Schlaganfalls selbst in ein Krankenhaus eingeliefert wurde, musste sie hilflos zusehen, wie ihr Mann immer mehr abmagerte. Als sie nach sechs Monaten wieder entlassen wurde – inzwischen auf einen Rollstuhl angewiesen –, ließ sie ihn bei einem Körpergewicht von etwa 30 kg sofort in ein Krankenhaus einliefern. Kurt Gödel verstarb dennoch wenige Wochen später an Unterernährung und Entkräftung.
Adele Gödel starb 1981, sie und ihr Mann sind gemeinsam in Princeton bestattet.

## Wissenschaftliche Leistungen

### Forschungen zu Hilberts Programm
Nachdem er sich im Studium mit der ersten Auflage des Lehrbuchs Grundzüge der theoretischen Logik von David Hilbert und Wilhelm Ackermann auseinandergesetzt hatte, schrieb Gödel seine Dissertation über die Vollständigkeit des engeren Kalküls der Prädikatenlogik erster Stufe (Titel der Dissertation von 1929: Über die Vollständigkeit des Logikkalküls).
Die 1930er Jahre waren für Gödel hauptsächlich von wissenschaftlicher Arbeit geprägt, die zunächst auf die Durchführbarkeit des um 1920 formulierten Hilbertprogramms gerichtet war. Er beschäftigte sich mit der Kontinuumshypothese und der Frage, ob sich die Arithmetik (die Theorie der natürlichen Zahlen) vollständig und widerspruchsfrei axiomatisieren lasse. Diese beiden Fragen waren gleichzeitig die ersten beiden der berühmten 23 Probleme, deren erste zehn Hilbert bereits 1900 auf dem Zweiten Internationalen Mathematikerkongress in Paris dem anbrechenden neuen Jahrhundert aufgegeben hatte.
Die Kontinuumshypothese ist die mengentheoretische Aussage, dass jede Menge, die mächtiger als die Menge der natürlichen Zahlen ist, mindestens so mächtig wie die Menge der reellen Zahlen, das namensgebende Kontinuum, ist. Hilbert war überzeugt, die Mathematik – und damit auch Zahlentheorie (Arithmetik) und Mengenlehre – sei vollständig in dem Sinne, dass sich schließlich feststellen lasse, ob eine mathematische Aussage wie die Kontinuumshypothese zutreffe oder nicht.

### Die Unvollständigkeitssätze
Hatte Gödels erste Arbeit noch als ein Hinweis auf die Durchführbarkeit des Vorhabens gelten können, so war seine bedeutendste Arbeit, die er im Jahr 1931 veröffentlichte, das Ende des Traums von David Hilbert. In der Arbeit mit dem Titel Über formal unentscheidbare Sätze der Principia mathematica und verwandter Systeme bewies Gödel den ersten Gödelschen Unvollständigkeitssatz. Dieser besagt, dass in einem widerspruchsfreien Axiomensystem, das genügend reichhaltig ist, um die Arithmetik der natürlichen Zahlen in der üblichen Weise aufzubauen, und das überdies hinreichend einfach ist, es immer Aussagen gibt, die aus diesem weder bewiesen noch widerlegt werden können. Hinreichend einfach bedeutet dabei, dass das Axiomensystem eine entscheidbare Menge ist. Als zweiter Gödelscher Unvollständigkeitssatz wird Gödels Korollar zum ersten bezeichnet, wonach die Widerspruchsfreiheit eines solchen Axiomensystems nicht aus dem Axiomensystem selbst ableitbar ist.
Insbesondere sind allerlei Teiltheorien der gesamten Arithmetik – letztere wollte Hilbert vollständig und widerspruchsfrei axiomatisieren – mächtig genug, um ihre eigene Syntax und ihre Schlussregeln darzustellen. Entsprechende Axiomatisierungen sind daher entweder
1. nicht hinreichend einfach oder
2. nicht vollständig oder
3. nicht widerspruchsfrei.

Insbesondere ist dann eine vollständige und widerspruchsfreie Arithmetik nicht hinreichend einfach. Hilbert bemühte zuletzt (um 1930) tatsächlich eine ω-Regel, der zufolge (ungefähr) zutreffende Allaussagen Axiome sein sollten, offenbar um seine Überzeugung der vollständigen Axiomatisierbarkeit zu retten. So aber ist die Menge der Axiome nicht mehr hinreichend einfach.
Der Beweis der Unvollständigkeitssätze beruht auf einer Formalisierung von Antinomien der Form Ich spreche jetzt nicht die Wahrheit. Er formulierte dieses Paradoxon mathematisch präzise, indem er die mathematischen Aussagen für natürliche Zahlen betrachtete und feststellte, dass man jede dieser Aussagen selbst als natürliche Zahl schreiben kann. Diese heißt Gödelnummer, und ihre Errechnung heißt danach Gödelisierung. Wenn man jedoch Aussagen über natürliche Zahlen selbst als natürliche Zahlen auffassen kann, dann kann man selbstbezügliche Aussagen genannter Art formulieren. Das ist eine Variante von Cantors Diagonalverfahren. Genauer konstruierte er ein Beweisbarkeitsprädikat als zahlentheoretische Formel Bew(x), die genau dann wahr wird, wenn man die Variable x überall durch eine formale Darstellung der Gödelnummer eines beweisbaren Satzes der untersuchten Theorie ersetzt. Er zeigte, dass es eine natürliche Zahl n mit formaler Darstellung N gibt, so dass n die Gödelnummer der Negation von Bew(N) ist. Die zugehörige negierte Formel ¬Bew(N) drückt also ihre eigene Unbeweisbarkeit aus und ist in der untersuchten Theorie weder beweisbar noch widerlegbar, falls diese widerspruchsfrei ist.
Der Zweite Unvollständigkeitssatz wird zumeist so aufgefasst, dass Hilberts Programm, die Widerspruchsfreiheit der Mathematik oder wenigstens der Arithmetik zu beweisen, nicht durchführbar und das zweite Problem aus Hilberts Liste von 23 mathematischen Problemen unlösbar sei. Allerdings bezieht sich diese Schlussfolgerung auf Gödels natürliche arithmetische Darstellung der Beweisbarkeit, das Beweisbarkeitsprädikat Bew(x). Bei bestimmten künstlichen Modifikationen von Gödels Beweisbarkeitsprädikat gilt der Zweite Unvollständigkeitssatz nicht mehr. Eine solche Modifikation wurde zuerst von John Barkley Rosser bald nach Gödels Veröffentlichung vorgeschlagen; inzwischen versuchen Spezialisten zu klären, worin der Unterschied zwischen natürlich und künstlich eigentlich besteht.

### Intuitionistische Logik, Beweisbarkeitslogik
Hilberts Programm stand im Rahmen allgemeiner Versuche seiner Zeit, die Grundlagen der Mathematik zu klären. Dem als Formalismus bezeichneten Ansatz Hilberts hierzu stand Luitzen Egbertus Jan Brouwers Intuitionismus gegenüber. Der philosophische Ansatz des Intuitionismus schlug sich als intuitionistische Logik im Bereich der mathematischen Logik nieder, geschaffen von Arend Heyting. Für Gödel war der intuitionistische Ansatz kaum weniger interessant als Hilberts Programm. Vor allem das Verhältnis der intuitionistischen Logik zur klassischen Logik war für Gödel wie für andere Logiker seither ein fesselnder Untersuchungsgegenstand – unabhängig davon, ob man sich selbst philosophisch als Intuitionist ansah.
Zwischen solchen und klassisch geprägten Mathematikern besteht ein Verständigungsproblem. Aus klassischer Sicht verwenden intuitionistisch ausgerichtete Mathematiker dieselben Wörter wie klassisch geprägte Mathematiker – bloß in einer ganz anderen, rätselhaften Bedeutung. So scheint ein Intuitionist aus klassischer Sicht nur A ist beweisbar zu meinen, wenn er A sagt. Gerade nach Gödels Entdeckungen bedeutet Wahrheit aber längst nicht Beweisbarkeit. Intuitionistische Mathematiker unterwerfen ihre Behauptungen demnach strengeren Anforderungen als klassisch geprägte. Ein Intuitionist glaubt nicht alles, was ein klassisch geprägter Mathematiker glaubt.
Gödel widerlegte 1933 diese eingeschränkte Vorstellung von Heytings Arithmetik in gewisser Weise. Oberflächlich ist Heytings Arithmetik klassischen arithmetischen Theorien zwar unterlegen, dieser Anschein schwindet aber, wenn man auf die besondere Rolle der Negation achtet. Gödel gab eine Interpretation der klassischen Arithmetik in der Heyting-Arithmetik an, die davon ausging, jede atomare Formel in ihre doppelte Negation zu verwandeln. Gödel zeigte, dass die Ausgangsformel genau dann in der klassischen Peano-Arithmetik (beschränkt auf eine Variablensorte) herleitbar ist, wenn ihre Übersetzung in der Heyting-Arithmetik herleitbar ist. Modulo dieser Übersetzung kann man also alle Theoreme der klassischen Arithmetik auch in der Heyting-Arithmetik herleiten.
Gödel stützte auch die Vorstellung, dass von einem Intuitionisten geäußertes A von klassischen Logikern bloß als A ist beweisbar zu deuten ist – in abgewandelter Weise. Beweisbarkeit kann formal durch eine Ergänzung prädikatenlogischer Systeme um Modaloperatoren dargestellt werden, wie sie sonst für die Logik von notwendig und möglich verwendet werden. Erst in jüngerer Zeit wurde dann der Gedanke gründlich verfolgt, Beweisbarkeit als Spielart von Notwendigkeit zu untersuchen (Beweisbarkeitslogik). Gödel lieferte einen frühen Beitrag zu dieser Forschungsrichtung, indem er die Modallogiken zu verschiedenen Beweisbarkeitsprädikaten miteinander verglich. In diesem Zusammenhang gab er eine Interpretation der intuitionistischen Aussagenlogik in der Modallogik S4 an. Die Übersetzung findet im Wesentlichen durch Einfügen des Notwendigkeitsoperators vor jeder echten Teilformel statt. Theoreme der intuitionistischen Aussagenlogik werden so in Theoreme von S4 übersetzt. 1948 bestätigten McKinsey und Tarski Gödels bloße Vermutung, dass darüber hinaus nur Theoreme der intuitionistischen Aussagenlogik in S4-Theoreme übersetzt werden.
Diese beiden Ergebnisse wurden 1933 veröffentlicht, zwei andere zur intuitionistischen Logik 1932 und 1958. Eine Lücke in Gödels Arbeit Zum Entscheidungsproblem des logischen Funktionenkalküls von 1933 fanden Stal Anderaa Mitte der 1960er Jahre und Warren Goldfarb, der 1984 bewies, dass die entsprechende Theorie (mit zwei Allquantoren gefolgt von einer beliebigen Anzahl von Existenz-Quantoren und mit Identität) entgegen Gödels Behauptung sogar unentscheidbar war.

### Kontinuumshypothese
Bei seiner Beschäftigung mit der Kontinuumshypothese (CH) arbeitete Gödel unter anderem mit John von Neumann zusammen. Er versuchte, die Unabhängigkeit der Kontinuumshypothese von den übrigen Axiomen der Mengenlehre zu beweisen. Hierzu arbeitete er eine axiomatische Mengenlehre mit Klassen aus, die Urfassung der Neumann-Bernays-Gödel-Mengenlehre, die im Mengenbereich mit der Zermelo-Fraenkel-Mengenlehre (ZFC) übereinstimmt.
Auf dieser Basis bewies er 1937/38 den 1940 publizierten Satz, dass man die Negation der Kontinuumshypothese nicht mit den ZFC-Axiomen (Zermelo-Fraenkel-Axiome plus Auswahlaxiom C) beweisen kann, falls diese widerspruchsfrei sind (siehe Konstruierbarkeitsaxiom). Die ZFC-Axiome und die CH sind nach Gödel konsistent. Dazu konstruierte er ein minimales Modell, in dem die CH gilt, das später so genannte „Universum konstruierbarer Mengen“ (das erste Beispiel eines „inneren Modells“). 1963 vervollständigte der US-Amerikaner Paul Cohen diesen Unabhängigkeitssatz und zeigte, dass auch die Kontinuumshypothese selbst nicht bewiesen werden kann, falls ZFC widerspruchsfrei ist. Cohen war sich zunächst nicht sicher, ob sein Beweis korrekt war, und wandte sich am 24. April 1963 in einem Brief an Gödel, gefolgt von einem zweiten, dringlicheren Brief eine Woche später. Gödel antwortete, dass Cohen der bedeutendste Fortschritt seit der Axiomatisierung der Mengenlehre gelungen sei, und lud ihn zu sich ein. Cohen besuchte ihn bald darauf in seinem Haus und Gödel ging den Beweis durch, den er korrekt fand. Im folgenden halben Jahr entspann sich eine umfangreiche Korrespondenz, in der Gödel, der im Gegensatz zum Analysis-Experten Cohen als Logiker vom Fach war, die Darstellung von Cohen in selbstloser Arbeit vereinfachte, klärte und für die Veröffentlichung in den Proceedings of the National Academy of Science vorbereitete.
Damit wurde das erste mathematisch oder grundlagentheoretisch relevante Beispiel einer von ZFC (vermeintlich der ganzen Mathematik) unabhängigen Aussage bekannt, deren Existenz Gödel mit seinem Ersten Unvollständigkeitssatz unter allgemeineren Voraussetzungen bewiesen hatte (Gödels eigene unentscheidbare arithmetische Aussage war mathematisch uninteressant). Damit war zugleich gezeigt, dass das erste Hilbertsche Problem von 1900 unlösbar ist.
Gödel zeigte 1938 auch, dass das Auswahlaxiom konsistent mit den Axiomen der Zermelo-Fraenkel-Mengenlehre (ZF) ist (und Cohen 1963 mit seiner forcing-Methode, dass auch die Negation des Auswahlaxioms konsistent mit ZF und das Auswahlaxiom somit unabhängig von ZF ist).
Gödel befürwortete schon früh die Verwendung von Axiomen großer Kardinalzahlen, auch wenn für ihn schließlich klar war (verstärkt durch den Satz von Robert M. Solovay und Azriel Levy Mitte der 1960er Jahre), dass dies die CH nicht löst. Er nahm aber den pragmatischen Standpunkt ein, dass solche Axiome Beweise vereinfachen oder zum Beispiel in der Zahlentheorie erst ermöglichen könnten. Schon in den 1940er Jahren vermutete er, dass die CH falsch ist, motiviert vor allem durch die aus seiner Sicht paradoxen Folgerungen aus der CH über die Existenz „dünner“ Mengen reeller Zahlen mit der Mächtigkeit des Kontinuums. 1970 versuchte er mit Hilfe der Skalen-Axiome von Hausdorff zu beweisen, dass die CH falsch und die Mächtigkeit des Kontinuums nicht {\displaystyle \aleph _{1}}, sondern {\displaystyle \aleph _{2}} sei; es fand sich aber ein Fehler in seinem Beweisversuch. Jörg Brendle, Paul Larson und Stevo Todorcevic konnten aber aus Gödels Arbeit Argumente herausschälen, die aus ähnlichen wie den von Gödel benutzten Axiomen zu {\displaystyle 2^{\aleph _{0}}\leq \aleph _{2}} folgerten und weitere Resultate von Todorcevic und anderen lieferten später Unterstützung für Gödels Vermutung, dass {\displaystyle \aleph _{2}} die Mächtigkeit des Kontinuums ist.

### Ontologischer Gottesbeweis
Kurt Gödel befasste sich etwa ab 1940 damit, die Existenz Gottes mithilfe der Modallogik zu beweisen. Die Notizen diesbezüglich kamen jedoch erst nach dem Tod des Mathematikers an die Öffentlichkeit. In seinem Nachlass sind mehrere Versionen des Gödel’schen Gottesbeweises vorzufinden, wobei die früheste Version mit 1940 und die späteste Version mit 1970 datiert ist.
Folgende Version ist eine jener Versionen, die in Gödels Nachlass gefunden wurde und mit dem 10. Februar 1970 datiert ist. Die Überführung in eine moderne modallogische Notation wurde von Joachim Bromand durchgeführt:
P(φ) … φ ist positiv (oder φ ∈ P)
Axiom 1: [P(φ) ∧ P(ψ)] → P(φ ∧ ψ)
Axiom 2: P(φ) ∨ P(¬φ)
Definition 1: G(x) ↔ ∀φ [P(φ) → φ(x)] … (Gott)
Definition 2: φ Ess.x ↔ ∀ψ [ψ(x) → □∀y [φ(y) → ψ(y)]]
… (Essenz von x)
Axiom 3: P(φ) → □P(φ)                  (□ = Notwendigkeit)      
               ¬P(φ) → □¬P(φ)              da es aus der Natur der Eigenschaften folgt.
Theorem: G(x) → G Ess.x
Definition E(x) ↔ ∀φ [φ Ess x → □∃xφ(x)]
                                      (notwendige Essenz)
Axiom 4: P(E)
Theorem: G(x) → □∃yG(y)
        also ∃xG(x) → □∃yG(y)
        also ♦∃xG(x) → ♦□∃yG(y)       (♦ = Möglichkeit)
               ♦∃xG(x) → □∃yG(y)
♦∃xG(x) besagt, dass das System aller positiver Eigenschaften kompatibel ist. Dies ist wahr aufgrund von:
Axiom 5: [P(φ) ∧ □(φ → ψ)] → P(ψ),
was impliziert, dass
                               x = x    ist positiv
                               x ≠ x    ist negativ
Wenn aber ein System S positiver Eigenschaften inkompatibel wäre, bedeutete dies, dass die Summeneigenschaft s (die positiv ist) x ≠ x wäre.
Positiv bedeutet positiv im moralisch ästhetischen Sinne (unabhängig von der zufälligen Struktur der Welt). Nur dann [sind] die Axiome wahr. Es könnte auch reines „Zusprechen“ bedeuten [engl. attribution; Anm. d. Übers.] im Gegensatz zum „Absprechen“ [engl. privation; Anm. d. Übers.] (oder ein absprechendes Element enthaltend).
Eine andere Version des Beweises, die sich aus der Zusammenarbeit Gödels mit Dana Stewart Scott ergab, wurde jedoch bereits 1970 durch Dana Stewart Scott im Zuge einer Präsentation an der Universität in Princeton veröffentlicht. Bei Scotts Version des Gödel’schen Gottesbeweises handelt es sich um jene, die 2013 erstmalig computergestützt analysiert und positiv auf die formale Korrektheit geprüft wurde.

### Philosophie
Obwohl er Mitglied des Wiener Kreises war, der einen logischen Empirismus vertrat, befasste er sich auch intensiv mit Philosophie und speziell Metaphysik, wobei er eine rationale Metaphysik vertrat, mit der er unterschiedliche wissenschaftliche Disziplinen begründen wollte. Sie sollte interdisziplinär vorgehen und zu den Themen, die sie behandeln sollte, gehörte auch die Theologie. Nach Eva-Maria Engelen, die seine philosophischen Notizbücher herausgibt, lehnte er den rigorosen logischen Empirismus etwa eines Rudolf Carnap ab, u. a. weil für diesen die (Wissenschafts-)Sprache im Mittelpunkt stand, für Gödel jedoch die Mathematik etwas tiefer Reichendes darstellte, so dass das theoretische Denken durch die Sprache beschränkt werde. Hinzu kam, dass er in der Mathematik Platonist war, in ihren Strukturen also eine Realität sah, die dem empirischen Geschehen selbst zugrunde liege und unabhängig vom menschlichen Geist wirke. Gödel hat sich aber wenig mit Platon beschäftigt, dafür umso mehr mit Leibniz und Thomas von Aquin, aber auch mit Ludwig Wittgenstein. So zeigen laut Engelen Einträge in seinem Notizbuch, dass einige später in Wittgensteins Philosophischen Untersuchungen festgehaltene Ideen wahrscheinlich schon in den 1930er Jahren im Wiener Kreis diskutiert wurden. Gödels von 1934 bis 1955 geführte philosophische Notizbücher werden erst seit 2019 bei De Gruyter veröffentlicht, da sie – so Engelen – außerhalb der mathematisch-logischen Hauptinteressen der Herausgeber seiner Werke lagen. Sie dienten ihm als Lektüreplan für seine philosophischen Studien, waren aber auch Vorbereitung für philosophische Arbeiten, wobei sich Gödel mit Veröffentlichungen schwer tat. Es gibt darüber hinaus weitere Notizbücher zu Mathematik und Quantenphysik sowie zu allgemeinen Themen aus den 1960er Jahren, in denen er seine Zeitungslektüre verarbeitete.
In den philosophischen Notizbüchern äußert er sich nur selten zu den Zeitereignissen, es finden sich aber Überlegungen, ob es moralisch vertretbar wäre, ein Hakenkreuz zu tragen (was er zunächst kompromissweise für vertretbar hielt, wenn es ein kleines Hakenkreuz wäre) und in den NS-Dozentenbund einzutreten (was er nicht tat). Es gibt Hinweise darauf, dass Gödel Max Horkheimers Kritik an den Konsequenzen der ethischen Position des Wiener Kreises gekannt haben könnte. Obwohl er sich mit Theologie befasste, lassen die Notizbücher nach Engelen keine ausgeprägten spirituellen Neigungen erkennen, es lässt sich bisher noch nicht einmal sagen, ob er gläubig war, auch wenn er darüber nachdachte, zum Katholizismus zu konvertieren.

### Gödel-Universum
1949 gab Gödel die erste Lösung der allgemeinen Relativitätstheorie mit geschlossenen zeitartigen Weltlinien an, die also zeigt, dass Zeitreisen in dieser Theorie möglich wären (siehe Gödel-Universum). Sein Beispiel eines rotierenden Universums war allerdings nicht sehr realistisch. Trotzdem war damit die Suche nach einem Chronology-protection-Mechanismus in der Physik eröffnet. 1950 hielt er einen Plenarvortrag auf dem Internationalen Mathematikerkongress in Cambridge (Massachusetts) über seine Kosmologie mit dem Titel Rotating universes in general relativity theory.

### P-NP-Problem
In den 1980er Jahren wurde bekannt, dass Gödel in einem Brief an John von Neumann 1956 bereits das P-NP-Problem formuliert und seine große Bedeutung herausgestellt hat.

## Rezeption

### Gödel als Namensgeber
Nach Gödel sind in der Mathematik beziehungsweise Physik benannt:
- der Gödelsche Vollständigkeitssatz
- der Gödelsche Unvollständigkeitssatz
- die Gödelnummer und die Gödelisierung
- das Gödel-Universum bzw. die Gödelmetrik als Beitrag Gödels zur allgemeinen Relativitätstheorie[42]

Weiterhin sind nach Gödel benannt:
- der Asteroid (3366) Gödel (wurde 1985 entdeckt)[43]
- Gödel-Lecturer, eine Ehrung in mathematischer Logik der Association for Symbolic Logic (seit 1990)
- der Gödel-Preis für herausragende Veröffentlichungen in der theoretischen Informatik (seit 1993)

In Wien-Favoriten (10. Bezirk) ist 2016 eine geplante Gödelgasse nahe der Triester Straße südlich der Raxstraße amtlich benannt worden. 2009–2015 war eine Gödelgasse beim Wiener Hauptbahnhof geplant; diese Verkehrsfläche kam aber nicht zustande. In Brünn wurde 2019 die Ulička Kurta Gödela nach Kurt Gödel benannt.
Im Juni 2024 wurde ein von vier Fakultäten (Informatik, Mathematik, Philosophie, Physik) der Universität Wien eingebrachter Antrag, Gödel durch ein Denkmal im Arkadenhof der Universität zu ehren, ohne Begründung abgelehnt.

### Rezeption in der Literatur und im Film
Dem Kognitionswissenschaftler Douglas R. Hofstadter gelang mit Gödel, Escher, Bach (zuerst 1979 in englischer Sprache veröffentlicht) ein preisgekrönter Bestseller. In dem Buch verbindet Hofstadter die Mathematik Kurt Gödels mit den künstlerischen Grafiken von M. C. Escher und der Musik Johann Sebastian Bachs.
John W. Dawson veröffentlichte 1997 eine maßgebliche Biographie Gödels (deutsch: Kurt Gödel. Leben und Werk, siehe Sekundärliteratur).
Hans Magnus Enzensberger (Dichter, Schriftsteller, Herausgeber, Übersetzer und Redakteur) veröffentlichte 1971 das Gedicht Hommage à Gödel, in dem er den Gödelschen Unvollständigkeitssatz darstellt. Namhafte Mathematiker bestätigten, dass Hans Magnus Enzensbergers Darstellung korrekt ist. Dieses Gedicht wird wiederum im 2. Violinkonzert von Hans Werner Henze zitiert.
2011 brachte der österreichische Autor Daniel Kehlmann in Salzburg und Graz sein Theaterstück Geister in Princeton heraus, das sich mit Kurt Gödel befasst (Uraufführung am 24. September 2011 am Schauspielhaus Graz, Regie: Anna Badora). Kehlmann wurde 2012 in Wien mit dem Nestroy-Theaterpreis als Autor des besten Stücks ausgezeichnet.
Gödel spielt eine wichtige Rolle in Soweit wir wissen (Berlin 2017), dem Debütroman von Zia Haider Rahman.
Im Film Oppenheimer von Christopher Nolan wird Kurt Gödel von James Urbaniak verkörpert.

### Schriften (Auswahl)
- Über die Vollständigkeit der Axiome des logischen Funktionenkalküls. Dissertation, 1929. In: Monatshefte für Mathematik und Physik. Akademische Verlagsgesellschaft, Leipzig 37.1930, 2, S. 349–360. (Auch in: Erg. 3.1932, S. 12–13)
- Über formal unentscheidbare Sätze der Principia Mathematica und verwandter Systeme I. In: Monatshefte für Mathematik und Physik. Akademische Verlagsgesellschaft, Leipzig 38.1931, S. 173–198.
- Diskussion zur Grundlegung der Mathematik, Erkenntnis 2. In: Monatshefte für Mathematik und Physik. Akademische Verlagsgesellschaft, Leipzig 39.1931–32, S. 147–148.
- The Consistency of the Axiom of Choice and of the Generalized Continuum Hypothesis with the Axioms of Set Theory. (= Annals of Mathematical Studies. Volume 3). Princeton University Press, Princeton, NJ 1940.
- Russels mathematische Logik. In: Alfred North Whitehead, Bertrand Russell: Principia Mathematica. Vorwort, S. V–XXXIV. Suhrkamp 1986, ISBN 3-518-28193-3.
- Solomon Feferman u. a. (Hrsg.): Kurt Gödel. Collected Works. Clarendon Press, Oxford. (Die komplette Sammlung aller von Gödel jemals verfassten veröffentlichten und unveröffentlichten Schriften in Deutsch und Englisch)
  - Vol. 1: 1986, ISBN 0-19-514720-0.
  - Vol. 2: 1990, ISBN 0-19-514721-9.
  - Vol. 3: 1995, ISBN 0-19-514722-7.
  - Vol. 4: 2003, ISBN 0-19-850073-4 (Correspondence A-G).
  - Vol. 5: 2003, ISBN 0-19-850075-0 (Correspondence H-Z).

- Eva-Maria Engelen (Hrsg.): Kurt Gödel. Philosophische Notizbücher / Philosophical Notebooks: Philosophie I Maximen 0 / Philosophy I Maxims. De Gruyter, Berlin/München/Boston. (Zweisprachige Ausgabe in Deutsch und Englisch, die Bände erscheinen fortlaufend jährlich)
  - Band 1: Philosophie I Maximen 0 / Philosophy I Maxims 0: 2019, ISBN 978-3-11-058374-8 / Paperback: ISBN 978-3-11-077683-6.
  - Band 2: Zeiteinteilung (Maximen) I und II / Time Management (Maxims) I and II: 2020, ISBN 978-3-11-067409-5.
  - Band 3: Maximen III / Maxims III: 2021, ISBN 978-3-11-075325-7.
  - Band 4: Maximen IV / Maxims IV: 2023, ISBN 978-3-11-077294-4.
  - Band 5: Maximen V / Maxims V: 2024, ISBN 978-3-11-108114-4.
  - Band 6: Maximen VI / Maxims VI: 2024, ISBN 978-3-11-139031-4.

Bei der Kurt Gödel Forschungsstelle der Berlin-Brandenburgischen Akademie der Wissenschaften werden die 15 Philosophischen Notizbücher von Gödel herausgegeben.
Der Briefwechsel mit seiner Mutter Marianne findet sich hier (Wienbibliothek).

### Sekundärliteratur
- Stephen Budiansky: Journey to the Edge of Reason: The Life of Kurt Goedel. W. W. Norton, New York 2021, ISBN 978-1-324-00544-5.
  - Deutsch: Reise zu den Grenzen der Vernunft: Kurt Gödel und die schwerste Krise der Mathematik. Propyläen, Berlin 2022, ISBN 978-3-549-10039-4.
- Bernd Buldt, Eckehart Köhler, Michael Stöltzner, Peter Weibel, Werner DePauli-Schimanovich-Göttig (Editoren): Kurt Gödel: Wahrheit und Beweisbarkeit. Band 2: Kompendium zum Werk. hpt, Wien 2002, ISBN 3-209-03835-X.
- Pierre Cassou-Noguès: Gödel. Paris 2004, ISBN 2-251-76040-7.
- John W. Dawson jr.: Logical Dilemmas. The Life and Work of Kurt Gödel. A K Peters, Wellesley, Massachusetts, 1997. Ausgabe als Taschenbuch 2005.
  - Deutsch: Kurt Gödel. Leben Und Werk. Springer, Wien 1999, ISBN 978-3-211-83195-3.
- Werner DePauli-Schimanovich, Peter Weibel: Kurt Gödel, Ein mathematischer Mythos. hpt Verlagsgesellschaft, 1997, ISBN 3-209-00865-5. (Die Monographie Kurt Gödel, Ein mathematischer Mythos beruht auf dem Drehbuch zum gleichnamigen Film derselben Autoren (ORF, 80 Minuten, 1986))
- Werner DePauli-Schimanovich: Kurt Gödel und die mathematische Logik. Universitätsverlag Linz, 2005, ISBN 3-85487-815-X.
- Heinz-Dieter Ebbinghaus, Jörg Flum, Wolfgang Thomas: Einführung in die mathematische Logik. BI Wissenschaftsverlag, 1992, ISBN 3-411-15603-1.
- Ludwig Fischer: Die Grundlagen der Philosophie und der Mathematik. Felix Meiner, Leipzig 1933.
- Rebecca Goldstein: Kurt Gödel. Jahrhundertmathematiker und großer Entdecker. Piper, München 2006, ISBN 3-492-04884-6. (Englische Ausgabe Incompleteness: the proof and paradox of Kurt Gödel, Norton 2005)
- Gianbruno Guerrerio: Kurt Gödel. Logische Paradoxien und mathematische Wahrheit. Spektrum der Wissenschaft, Biografie. Spektrum, Heidelberg 2002, ISBN 3-936278-04-0.
- Dirk Hoffmann: Die Gödel'schen Unvollständigkeitssätze. Spektrum – Akademischer Verlag, Heidelberg 2012, ISBN 978-3-8274-2999-5.
- Douglas R. Hofstadter: Gödel, Escher, Bach. Ein Endloses Geflochtenes Band. Dt. Taschenbuch Verlag, München 1991, ISBN 3-423-30017-5.
- Douglas R. Hofstadter: Ich bin eine seltsame Schleife. Klett-Cotta, März 2008, ISBN 978-3-608-94444-0.
- Eckehart Köhler, Peter Weibel, Michael Stöltzner, Bernd Buldt, Werner DePauli-Schimanovich-Göttig (Hrsg.): Kurt Gödel: Wahrheit & Beweisbarkeit. Band 1: Dokumente und historische Analysen. hpt. Wien 2002, ISBN 3-209-03834-1.
- Sybille Krämer: Symbolische Maschinen. Die Idee der Formalisierung in geschichtlichem Abriß. Wissenschaftliche Buchgesellschaft, Darmstadt 1988, ISBN 3-534-03207-1.
- Georg Kreisel: Gödel. Biographical Memoirs, Fellows Royal Society, 1980, S. 149–224.
- Ernest Nagel, James R. Newman: Der Gödelsche Beweis. Scientia Nova, Oldenbourg, 2006, ISBN 3-486-45218-5.
- Jiri Prochazka: Kurt Gödel 1906–1978. Genealogie. ITEM. (deutsch, teilw. englisch)
  - Band 1: Brno 2006, ISBN 80-902297-9-4.
  - Band 2: Brno 2006, ISBN 80-903476-0-6.
  - Band 3: Brno 2008, ISBN 978-80-903476-4-9.
  - Band 4: Brno/Princeton 2008, ISBN 978-80-903476-5-6.
  - Band 5: Brno/Princeton 2010, ISBN 978-80-903476-9-4.
- Jiri Prochazka: Kurt Gödel 1906–1978. Historie. I.ITEM, Brno / Wien / Princeton 2012, ISBN 978-80-903476-2-5. (deutsch, teilw. englisch)
- Jiri Prochazka: Kurt Gödel / 1906-1978 / Curriculum vitae, Band 1, Brno / Wien / Princeton 2017, ISBN 978-80-903476-9-4.
- Ed Regis: Einstein, Gödel & Co – Genialität und Exzentrik – Die Princeton Geschichte. Birkhäuser Verlag, 1989, ISBN 3-7643-2235-7.
- Karl Sigmund, John Dawson, Kurt Mühlberger: Kurt Gödel – Das Album/The Album. Vieweg, 2006, ISBN 3-8348-0173-9.
- Wolfgang Stegmüller: Unvollständigkeit und Unentscheidbarkeit. Die metamathematischen Resultate von Gödel, Church, Kleene, Rosser und ihre erkenntnistheoretische Bedeutung. Springer, Wien 1973, ISBN 3-211-81208-3.
- Hao Wang: Reflections on Kurt Gödel. MIT Press, 1987, ISBN 0-262-23127-1.
- Max Woitschach: Gödel, Götzen und Computer. Eine Kritik der unreinen Vernunft. Poller, Stuttgart 1986, ISBN 3-87959-294-2.
- Palle Yourgrau: Gödel, Einstein und die Folgen. Vermächtnis einer ungewöhnlichen Freundschaft. C.H. Beck, München 2005, ISBN 3-406-52914-3.